# Tabanocella micromera
Tabanocella micromera är en tvåvingeart som beskrevs av H. Oldroyd 1963. Tabanocella micromera ingår i släktet Tabanocella och familjen bromsar.
Artens utbredningsområde är Madagaskar. Inga underarter finns listade i Catalogue of Life.